# Animegao kigurumi

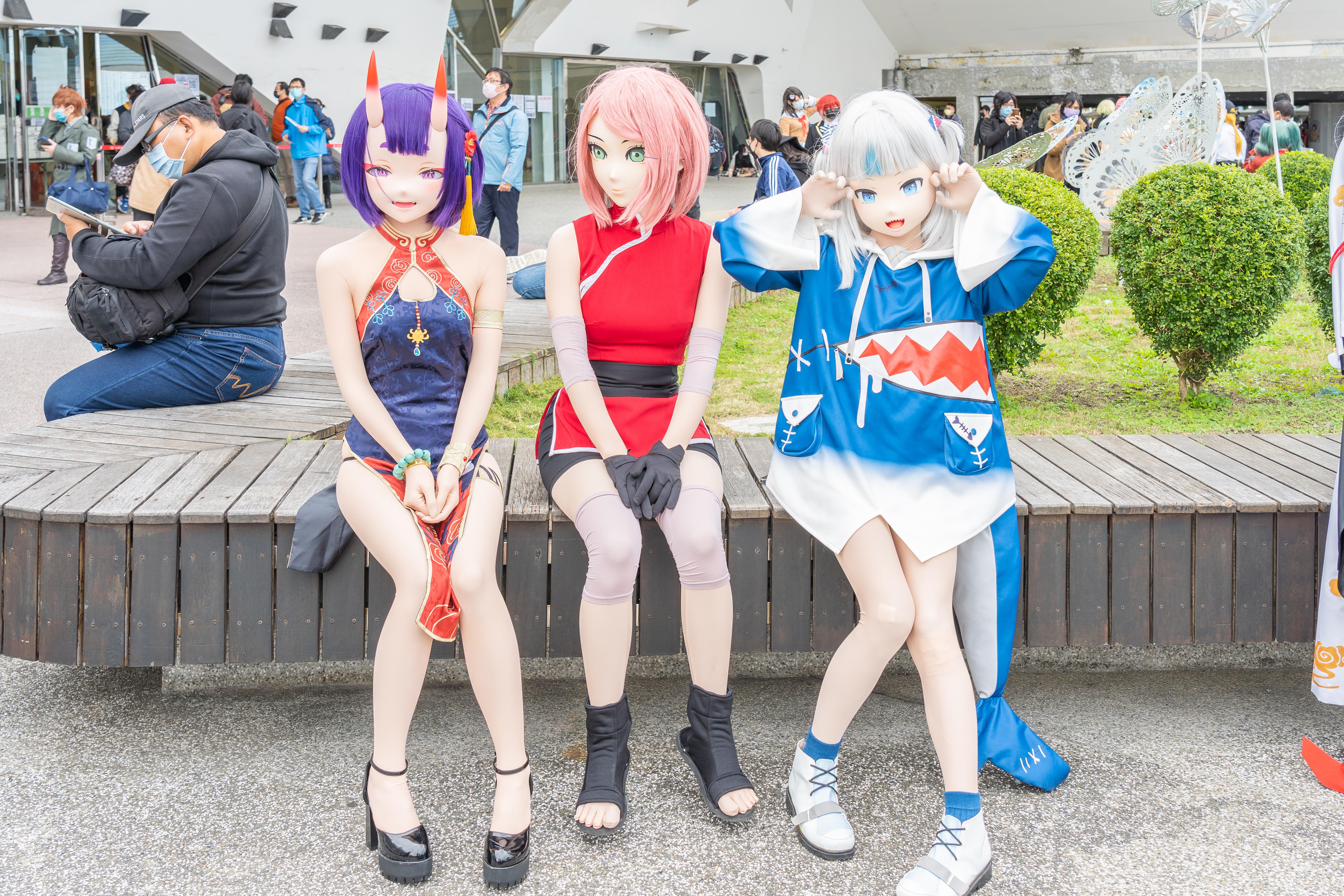
Kigurumi của các nhân vật Shuten Douji, Sakura Haruno và Gawr Gura

Animegao kigurumi (hay mặt nạ kigurumi) là một loại mặt nạ cosplay có nguồn gốc từ các vở kịch đến từ nhiều bộ phim hoạt hình chính thức của Nhật Bản hoặc từ trong các trò chơi, và cũng đã được những người đam mê sáng tạo thêm. Ở Nhật Bản, hầu hết những người tham gia đều gọi kiểu cosplay này là 'kigurumi' (着ぐるみ) (hoặc gọi tắt là kig) thay vì 'animegao' (アニメ顔, nghĩa là "khuôn mặt anime"), được sử dụng ở nước ngoài để phân biệt kiểu cosplay này với những bộ đồ ngủ liền thân hình thú có cùng tên. Thuật ngữ 'doller' từng được dùng khi ám chỉ những người cosplay kigurumi, nhưng ngày nay chủ yếu ám chỉ những người cosplay dùng mặt nạ kigurumi theo phong cách BJD. Mặc dù kigurumi vẫn là một phần nhỏ trong văn hóa cosplay của Nhật Bản, nhưng nó bắt đầu thu hút sự chú ý tại các nước thuộc khu vực Bắc Mỹ và Châu Âu vào khoảng năm 2005.
Mặt nạ kigurumi được chia thành 2 phong cách mặt nạ là: ACG và BJD. Với ACG là phong cách mặt nạ dựa trên các nhân vật xuất phát từ anime, manga và các trò chơi điện tử hoặc những nhân vật mang phong cách anime. Còn với BJD là phong cách mặt nạ thiên hướng theo sự thực tế, với những chiếc mặt nạ có chút hơi hướng giống người nhưng vẫn đảm bảo tính sáng tạo trong đó.   

## Lịch sử phát triển
Vào đầu những năm 1990, cùng với sự bùng nổ của anime và những bước đầu của sự phát triển của nhựa tổng hợp và các vật liệu cùng loại, những chiếc mặt nạ kigurumi bắt đầu trở nên phổ biến tại Nhật Bản. Tuy vậy, chất liệu và khuôn mẫu tại thời điểm này rất kém, và đa số được tạo nên với các vật liệu đơn giản dựa trên mô hình nhân vật. Những kigurumi phổ biến trong thời gian này hầu hết là các nhân vật trong Thủy Thủ Mặt Trăng và thường được coi là một nhánh của cosplay. 
Từ sau năm 2000, với sự phát triển không ngừng nghỉ của nhựa tổng hợp, cùng với đó là sự phát triển và lan rộng của nhóm các kiger SKA (Strange Kigurumi Army) tại Mỹ. Từ đó, văn hóa này đã dần dần lan rộng ra khắp Nhật Bản, sang Trung Quốc, Mỹ và toàn bộ thế giới. Sự phát triển và lan rộng to lớn này đã tạo ra một khoảng cách giữa cosplay và kigurumi, biến nó trở thành một hình thức riêng biệt so với cosplay.

## Đặc điểm

### Khái quát

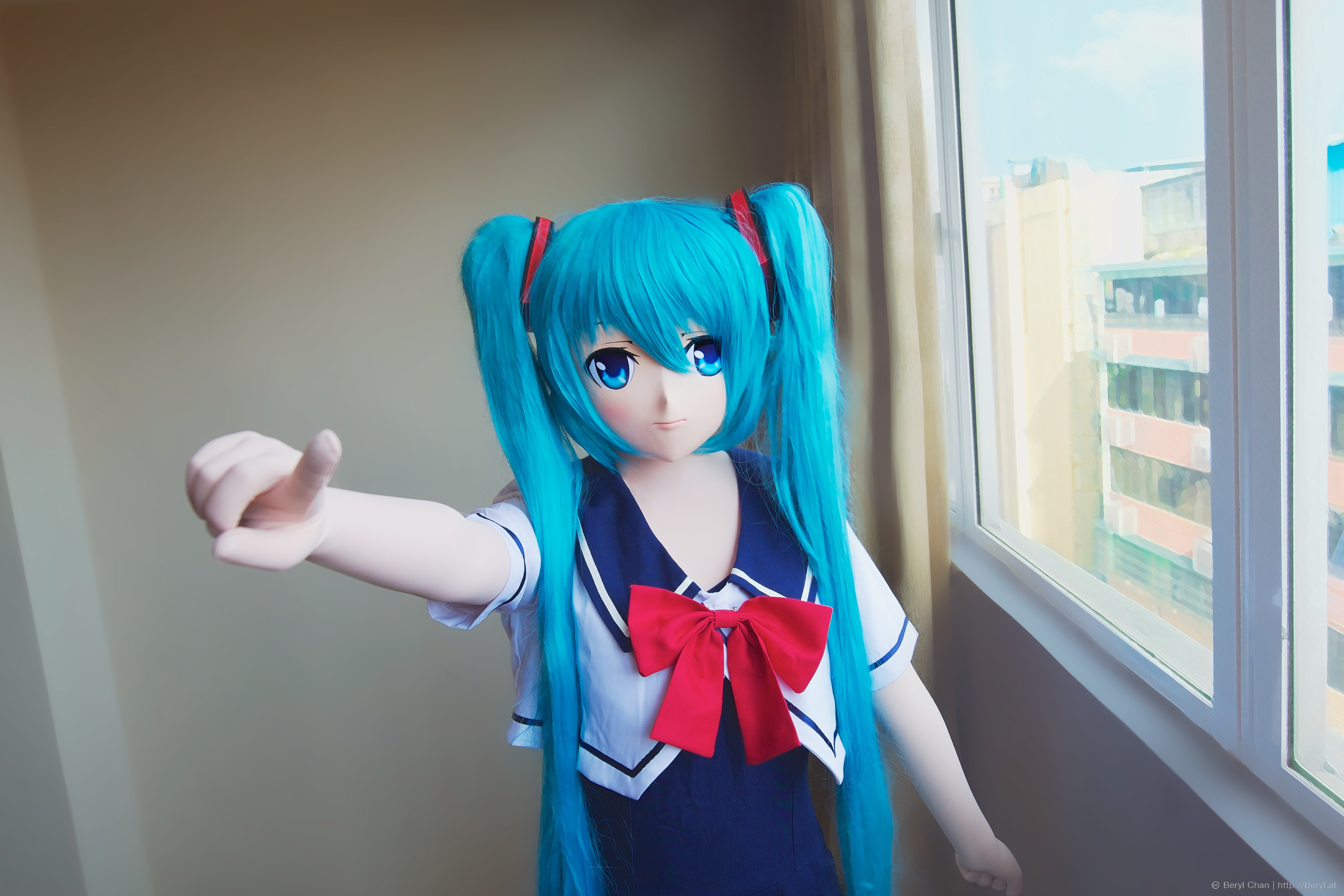
Cosplayer hoá trang thành Miku với animegao và bộ hadatai màu da

Giống như các kiểu cosplay khác, những người đam mê thường sẽ lấy các bộ trang phục và đặc điểm nhân vật từ các trò chơi điện tử hoặc từ anime. Và cũng giống như các kiểu cosplay khác, nhân vật được các animegao kigurumi cosplay thường sẽ là các nhân vật nữ và hầu hết là con người. Điểm khác biệt cũng nằm tại đây, nhân vật mà được những người đeo mặt nạ kigurumi chọn đôi khi còn là những cá thể đặc biệt (người ngoài hành tinh, elf, mecha,...) và các loại giới tính khác. Những người tham gia phong cách cosplay này thường được gọi là 'kiger'. Trong một số trường hợp đặc biệt, các nhân vật được những người cosplay lựa chọn có thể là chính những nhân vật được họ tạo nên. Và phong cách cosplay này không bị giới hạn bởi tuổi tác hay giới tính của người tham gia.
Phương thức cosplay này được đánh giá đem lại độ chính xác cao về nhân vật được cosplay, đặc biệt là các nhân vật được cường điệu, nhân cách hoá và giống các nhân vật anime. Cosplayer có thể mặc 1 bộ đồ liền thân bó sát và đeo thêm chiếc mặt nạ animegao, với kích cỡ thường sẽ to hơn so với đầu người bình thường, là đã hoàn tất việc cosplay, không giống như kiểu cosplay khác phải tỉ mỉ trong công đoạn makeup. Đối với bộ đồ liền thân bó sát (zentai, hay còn là hadatai), đa số người tham gia sẽ chọn những bộ đồ có màu giống với màu da của nhân vật hoặc giống với màu da của chiếc mặt nạ animegao mà họ sở hữu. Điều này sẽ làm giảm đáng kể số khuyết điểm trên da mà họ có và tăng độ chính xác với nhân vật họ cosplay. Đối với những chiếc mặt nạ, hầu hết mặt nạ hiện nay đều được làm thủ công với sự giúp sức của công nghệ in 3D hoặc là được đúc nguyên khối nhờ máy móc.  
Hầu hết cosplayer sẽ mua những chiếc mặt nạ này từ các xưởng sản xuất có tiếng, và chỉ có số ít tự gia công tại nhà. Các xưởng sản xuất có tiếng hiện này gần như tập trung ở khu vực châu Á, đặc biệt là Trung Quốc, Đài Loan và Nhật Bản. Chỉ có một số lượng ít xưởng nằm rải rác ở châu Mĩ và châu Âu. Những chiếc mặt nạ này có giá thành được đánh giá chung là khá đắt, dao động từ ~100–1200$ (khoảng 2-30 triệu VNĐ) tuỳ vào mẫu mã, chất liệu và phụ kiện đi kèm.

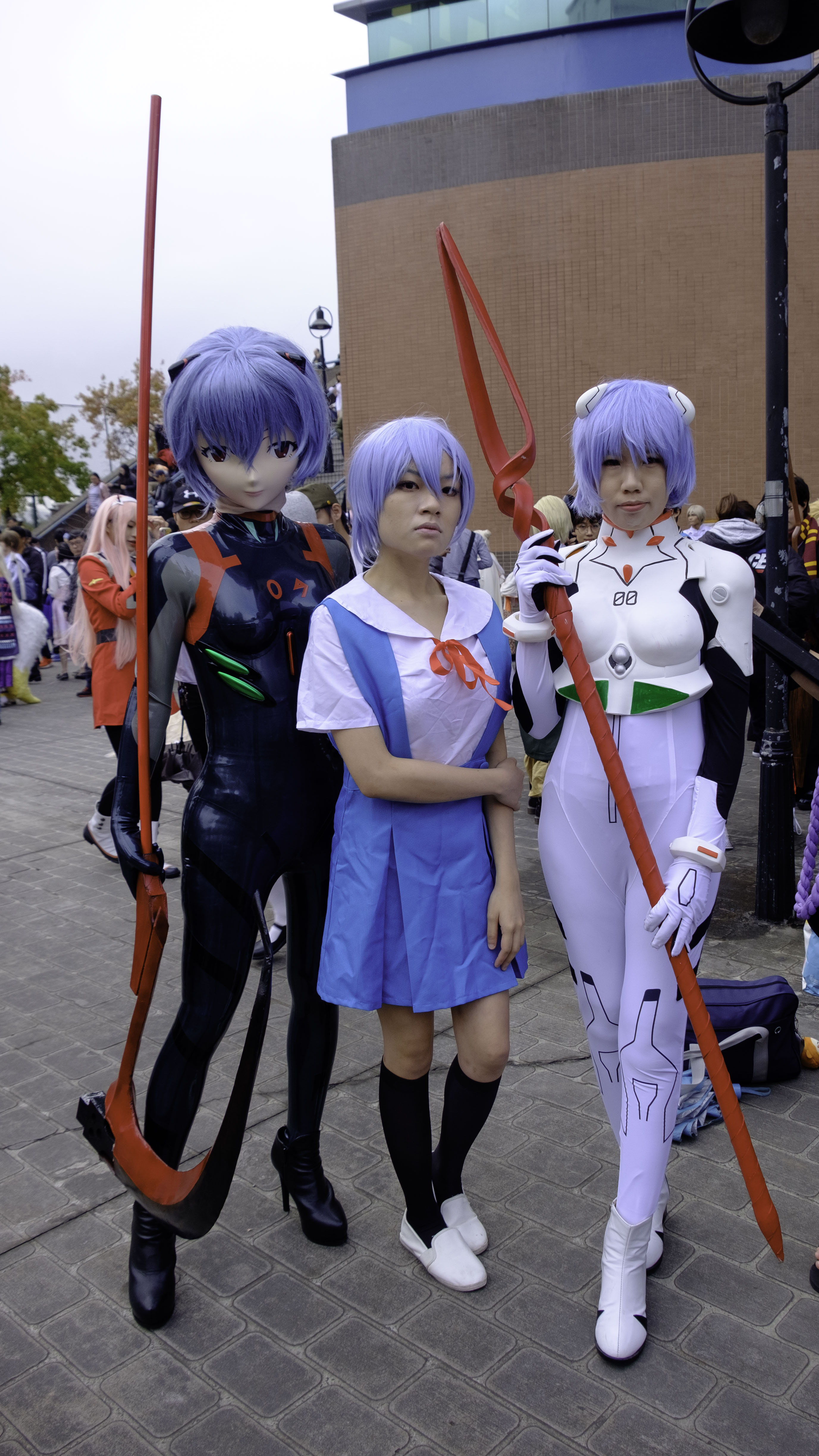
Sự khác biệt giữa 2 phương thức cosplay của nhân vật Rei Ayanami

### Chi tiết

#### Các loại mặt nạ
- Mặt nạ kiểu nửa đầu (½): đây là một kiểu mặt nạ sẽ không bao phủ toàn bộ đầu của kiger mà chỉ bao phủ mỗi mặt, đa số các sản phẩm sẽ được sử dụng bằng dây đeo hoặc dây buộc trên đầu.[7][8]
- Mặt nạ kiểu ¾ đầu: loại mặt nạ giống với kiểu nửa đầu nhưng sẽ có thêm một mảng phủ nữa ở một nữa phía trên ở bên còn lại. Mảng này sẽ bao phủ phần tóc của người đeo, đồng thời hỗ trợ cho việc đội tóc giả cho mặt nạ.[7][8] Giống với kiểu nửa đầu, kiểu mặt nạ tương đối thoải mái và thoáng khí. Nhược điểm, do không bao phủ toàn bộ đầu nên người sử dụng sẽ phải rất cẩn thận tránh làm rơi.
- Mặt nạ toàn đầu: Khác với 2 loại trên, loại mặt nạ này sẽ bao phủ toàn bộ đầu của kiger. Do đa số các mặt nạ thường dùng nhựa resin, nên để hỗ trợ cho việc sử dụng, bên trong loại mặt nạ này thường sẽ có những miếng bọt biển để tránh việc va chạm giữa đầu của người sử dụng với mặt nạ[9]. Và để có thể đưa đầu của cosplayer vào trong animegao kigurumi, kiểu mặt nạ này sẽ sử dụng một tấm bản lề để đóng mở mặt nạ dễ dàng hoặc sử dụng khớp nối.[7][8] Ưu điểm, do bao phủ toàn bộ đầu của người sử dụng nên nó có thể cố định trên đầu người dùng ổn định hơn các loại trên và có thể thêm nhiều loại phụ kiện hơn. Đồng thời, nó sẽ giúp người dùng gần giống nhân vật hoàn toàn. Tuy vậy, để đổi lại thì loại mặt nạ này có nhiều nhược điểm hơn. Điển hình như quá trình đeo rườm rà, sự thoải mái và thoáng khí giảm, và giá thành cũng đắt hơn hai loại trên.[10]

#### Các chất liệu tóc giả cho mặt nạ
Ngoài sử dụng chung loại tóc giả bằng các loại sợi mềm như các cách cosplay khác. Một số mặt nạ animegao đã sử dụng các loại vật liệu khác như nhựa nhiệt dẻo hoặc các chất liệu rắn để tạo ra những kiểu "tóc" với hình dạng cố định, điều này làm cho họ gần như đồng bộ với nhân vật trong tranh vẽ, phim ảnh mà mình cosplay.

### Tầm nhìn của người sử dụng
Do tính chất đặc thù của mặt nạ kigurumi (che toàn bộ mặt) nên tầm nhìn sẽ có rất nhiều hạn chế. Và để tránh làm mất tính thẩm mĩ và ngoại quan của mặt nạ, đa số xưởng sản xuất sẽ khoét một rãnh nhỏ ở những điểm tối trên khu vực mắt của mặt nạ, và dùng giấy lưới cùng màu để làm điểm nhìn. Đối với một số người có nhu cầu về tính thẩm mĩ cao, thay vì làm như trên, họ sẽ khoét những rãnh điểm nhìn tại khu vực mí mắt của mặt nạ. Cách làm này vừa tạo điểm nhấn cho chiếc mặt nạ, vừa tạo được tầm nhìn cho người sử dụng. Nhưng nhược điểm của cách làm này là để phù hợp với nhân vật hoá trang, những rãnh này đôi lúc sẽ bé hơn so với cách dùng giấy lưới, tạo ra một tầm nhìn hẹp và hạn chế hơn cho kiger.
Riêng đối với mặt nạ kigurumi theo phong cách BJD, do để phù hợp với phong cách giống thực ở mức độ cao nhưng vẫn có sự tuỳ biến ở khoảng cách và vị trí các bộ phận trên mặt nạ, đa số vỏ đầu sẽ được làm vừa với khuôn mặt hoặc đầu của kiger. Vậy nên rãnh nhìn sẽ là các rãnh có kích cỡ nhỏ và vừa ở khu vực lông mày của mặt nạ.
Vì những chiếc mặt nạ này đem lại tầm nhìn rất hạn chế cho những người sử dụng chúng. Vậy nên để giúp đỡ cho việc đi lại an toàn thì hầu hết các kiger đều có một đến hai người trợ lý đi cùng. Ngoài việc hỗ trợ và dẫn đường cho các kiger, những người trợ lý này đôi khi còn là cầu nối giao tiếp giữa kiger và những người hâm mộ.

## Hiệu ứng thung lũng kì lạ
Xem thêm: Thung lũng kì lạ
Trong thuyết thung lũng kì lạ được đề ra bởi nhà nghiên cứu người Nhật Masahiro Mori vào năm 1970, ông cho rằng vì robot khá giống con người về ngoại hình và hành động nên con người cũng sẽ có những cảm xúc tích cực đối với robot; cho đến khi đạt đến một mức độ nhất định, những hành động của robot sẽ đột nhiên trở nên vô cùng kinh dị. Ngay cả khi chỉ có một sự khác biệt nhỏ giữa robot và con người, nó sẽ trông rất dễ thấy và có sự gai mắt, khiến toàn bộ robot trông rất cứng nhắc và đáng sợ. Tuy vậy, khi ngoại hình và chuyển động của robot càng trở nên giống con người hơn, cảm xúc của con người đối với chúng cũng sẽ trở nên tích cực, gần giống như sự đồng cảm giữa con người với nhau.
Đối với kigurumi, một hình thể tồn tại giữa con người ở không gian ba chiều và nhân vật ở không gian hai chiều; gần giống như một robot hình người. Do vậy, một số người khi lần đầu nhìn vào các hình ảnh kigrumi có thể cảm nhận được một cảm giác sợ hãi không có lời giải. 

## Sự phổ biến

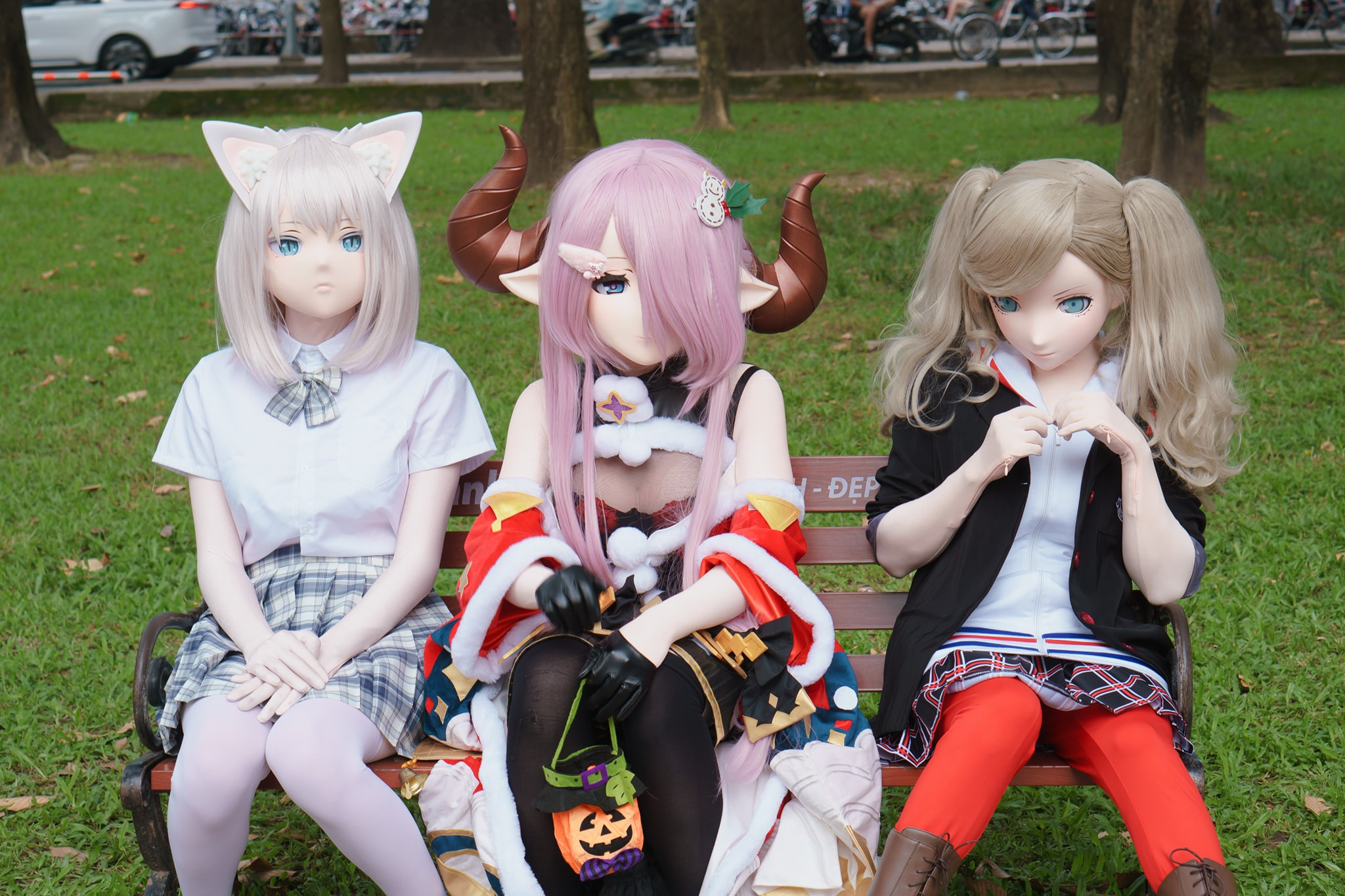
Hình ảnh từ một buổi họp mặt của các Kiger tại Việt Nam (2022)

### Trên thế giới
Mặc dù mặt nạ animegao kigurumi đa số được xuất hiện trong các vở kịch hoặc được những người yêu thích phong cách này sử dụng, nhưng nó cũng đã được lan rộng ra một số lĩnh vực khác. Điển hình như DJ người Nhật Minami Momochi thường đeo mặt nạ kigurumi trong các buổi biểu diễn của mình; nhiếp ảnh gia người Mĩ Laurie Simmons đã chụp loạt ảnh về mặt nạ kigurumi và thể hiện sự quan tâm tới nó. Tại Nhật Bản, một số quán cà phê hầu gái với phục vụ là những hầu gái với chiếc mặt nạ animegao đã đi vào hoạt động.

### Tại Việt Nam
Hình thức hóa trang này đã được tiếp cận và phát triển bởi một số lượng giới hạn người. Và đã có sự hình thành của một số cộng đồng trực tuyến nhỏ cho cả người quan tâm và cả các kiger trên các nền tảng mạng xã hội, đồng thời cũng đã có các hoạt động họp mặt giữa các thành viên được tổ chức. Tuy vậy, việc tiếp cận và mở rộng hình thức này vẫn còn nhiều hạn chế, đặc biệt là do chi phí đầu tư cao. 